# Messier 77
A Messier 77 (más néven M77 vagy NGC 1068) egy Seyfert 2 típusú spirálgalaxis a Cetus (Cet) csillagképben.

## Felfedezése
Az M74 galaxist Pierre Méchain francia csillagász fedezte fel 1780. október 29-én. Charles Messier 1780. december 17-én katalogizálta.

## Tudományos adatok
Az M77 szerepel a Halton Arp által összeállított Különleges galaxisok atlaszában a 37-es sorszám alatt, mint spirálgalaxis alacsony felszíni fényességű kísérővel.

## Megfigyelési lehetőség
Az M77 könnyen megtalálható a δ Ceti csillagtól 0,7 fokra kelet-délkeletre.